# Гонсалес-Портилья, Йоель
Йоель Гонсалес-Портилья (род. 26 сентября 1972, Сьенфуэгос, Куба) — российский барабанщик, перкуссионист, композитор и продюсер кубинского происхождения. Участник дуэта In-temporalis, исполняющего синтез классических произведений с афро-кубинской и бразильской перкуссией.
Известен по работе с такими исполнителями, как Омара Портуондо, Валерий Белинов, Игорь Бутман, Сергей Манукян, Андрей Кондаков. Играл со многими российскими поп- и рок-исполнителями, такими как Алла Пугачева, Леонид Агутин, Филипп Киркоров, Валерий Сюткин, Лайма Вайкуле, Максим Леонидов, Аркадий Укупник, Зара, Аквариум, А-Студио, Чай Вдвоём, шоу-балет "Стиль". Также работал с Билли Кобэмом, Дениз Перье, Дэвидом Гилмором, JD Walter, Joe Locke, Paolo Braga, Клаудио Родити, Sergio Brandao, Café de Silva, Чико Фрименом, Рэнди Брекером.
Йоель Гонсалес был музыкальным продюсером официальной церемонии открытия кинофестивалей Open Cinema и Costa Latina в 2007-2009 гг., а также выступал в качестве исполнителя. С 2012 года Йоель является одним из организаторов и продюсеров международного фестиваля кубинской музыки «Musica de Cuba».

## Биография
Йоель Гонсалес родился 26 сентября 1972 года в городе Сьенфуэгос, Куба. Начал заниматься музыкой в возрасте 9 лет, учился в начальной музыкальной школе имени Мануэля Саумеля. Позже стал участником двух самых известных кубинских детских групп — Cielito Lindo и Grupo Ismaelillo. Поступил в Национальную школу искусств (ENA) в Гаване.
В 17 лет Йоель начал играть в группе Jagua, исполнявшей джазовую музыку и аккомпанировавшей таким звёздам кубинской музыки, как Омара Портуондо из Buena Vista Social Club, Маноло дель Балле и другим.
В 1990 году окончил Международную школу искусств в Гаване по специальности «дирижер» и «исполнитель на ударных инструментах», работал в кубинских биг-бэндах и малых группах.
В 1991 году Йоель покинул Кубу. Переехав в Санкт-Петербург, он дебютировал как барабанщик во фьюжн-ансамбле гитариста Валерия Белинова. В дальнейшем сотрудничал с саксофонистом Александром Журавлевым и многими другими петербургскими музыкантами. Стал известен как партнер пианиста и композитора Андрея Кондакова.
Участвовал во многих российских и международных проектах, организовал несколько собственных ансамблей, ориентированных на исполнение афро-кубинской танцевальной музыки. В середине 1990-х самостоятельно организовывал международные фестивали латиноамериканского джаза в России. В 1997 году вместе с другим перкуссионистом, Кириллом Ипатовым, организовал популярную группу Los Sabrosos Band. В разное время Йоель входил почти во все ансамбли, исполнявшие латиноамериканскую музыку (Flamma, Ritmo Caliente, Braziliando, Cubaneo и Afrocuba.Ru), регулярно появляясь в джазовых и многочисленных латиноамериканских клубах. В конце 90-х годов начал выезжать на фестивали, объехал почти всю Россию, выступал в сборных международных ансамблях.
Сотрудничал с саксофонистом Игорем Бутманом, саксофонистом и композитором Анатолием Герасимовым, джазовым певцом Сергеем Манукяном, гитаристом Владимиром Слободиным, танцовщицей Мариной Коробко, флейтисткой Марией Федотовой, контрабасистом Владимиром Волковым, балериной Анастасией Волочковой, джазовым певцом Джей Ди Уолтером (JD Walter), вибрафонистом Джо Локком (Joe Locke), барабанщиком Паулу Брага (Paolo Braga), трубачом Клаудио Родити (Claudio Roditi), бас-гитаристом Серджио Брандао (Sergio Brandao), перкуссионистом Кафе да Сильва (Café da Silva), барабанщиком Билли Кобэмом, саксофонистом Чико Фриманом (Chico Freeman). Концертировал и принимал участие в записи дисков джазовой певицы Дениз Перье (Denise Perrier). Выступал на петербургском концерте Мишеля Леграна. Постоянный участник фестиваля «Джазовая провинция». В Израиле работал с певцом и композитором Матти Каспи (Matti Caspi) и группой Tucan Trio, а также был приглашённым гостем на международном фестивале перкуссии, где сыграл с перкуссионистом Зохаром Фреско (Zohar Fresco). Работал с Jazzamor (Германия), Давидом Санчесом (саксофон), Орландо «Марака» Вайе.
Выпустил несколько сольных CD и DVD-дисков (см. ниже). Принимал участие в записи альбомов, видеоклипах и концертах таких российских звезд, как Алла Пугачева, Филипп Киркоров, Валерий Сюткин, Лайма Вайкуле, Максим Леонидов, Аркадий Укупник, Зара, Аквариум, А-Студио, Чай Вдвоём.
Йоель Гонсалес был музыкальным продюсером официальной церемонии открытия кинофестиваля «Open Cinema» в 2007-2009 гг. Он также выступал на церемонии в качестве исполнителя. C 2012 года Йоель является одним из организаторов и продюсеров международного фестиваля кубинской музыки «Musica de Cuba».
Основной проект Йоеля — дуэт In-Temporalis с пианисткой Полиной Фрадкиной. Проект был основан в 2008 году и получил признание не только в России, но также и в Голландии, Германии, Греции, Саудовской Аравии, Армении и Норвегии. Дуэт In-Temporalis принимал участие в международном конкурсе Терем Кроссовер, где вошёл в число финалистов. Во Всероссийском конкурсе композиторов А. П. Петрова выступили как солисты международного молодёжного симфонического оркестра капеллы «Таврическая», исполняя конкурсное произведение Игоря Друха, который стал одним из лауреатов.
В 2022 году Йоель Гонсалес в составе трио Bilimbo music trio (в которое также входили Алексей Чижик и Владимир Волков) должен был выступить с концертом, посвящённым 100-летию российского джаза, в малом зале Санкт-Петербургской академической филармонии имени Д. Д. Шостаковича.

## Отзывы
«Техническая игра и умелое использование большого набора перкуссии делает его незаменимым шоуменом на концертной сцене» 
В. Б. Фейертаг, музыкальный критик.
«Это было самое потрясающее из всего, что мне  доводилось слышать в последнее время. Перкуссионист раскрывает внутренний ритм музыки. Я не мог даже представить, что внутри классической музыки существует такой ритм».
Гиора Фейдман в интервью телеканалу СТО.

## Дискография
- 1999 — Bez Adresa (совместно с Randy Brecker и David Gilmour)
- 2001 — Denis Perrier. East meets west. CD [www.cduniverse.com/search/xx/music/pid/3438750/a/East+Meets+West.htm].
- 2005 — Философия. CD.
- 2007 — Симфония Ритма. DVD
- 2007 — Fresh. CD.
- 2009 — Duet In-temporalis. Own view. DVD .

## Конкурсы
- 2010 — Terem Crossover Архивная копия от 4 марта 2016 на Wayback Machine